# Darmbachaue von Darmstadt
Die Darmbachaue von Darmstadt ist ein Naturschutzgebiet am Ostrand der Gemarkung Darmstadt. Die Darmbachaue ist Teil des FFH-Gebietes „Dommerberg, Dachsberg und Darmbachaue“ und circa 66,98 ha groß.

## Beschreibung
Das Naturschutzgebiet befindet sich am Ostrand der Gemarkung Darmstadt und ist ein Teil des „Messeler Hügellandes“. Typisch für dieses Naturschutzgebiet sind die wechselfeuchten bis nassen Waldwiesen, die Sumpfbereiche, die  Mischwaldbestände und die naturnah entwickelten Gewässer. Die Darmbachaue ist der Lebensraum vieler seltener und bedrohter Tier- und Pflanzenarten.

## Naturschutzgebiet
Seit 1994 ist die Darmbachaue von Darmstadt ein Naturschutzgebiet. Auf dem Areal sind zahlreiche Tier- und Pflanzenarten vorhanden, die geschützt, schützenswert oder gefährdet sind.